# جوني جونسون (لاعب كرة قدم أمريكية أمريكي)
جوني جونسون (بالإنجليزية: Johnny Johnson)‏ هو لاعب كرة قدم أمريكية أمريكي، ولد في 11 يونيو 1968 في سانتا كلارا في الولايات المتحدة.

## وصلات خارجية
- جوني جونسون على موقع كلية كرة السلة في سبورتس رفرنس.كوم (الإنجليزية)
- جوني جونسون على موقع مرجع كرة القدم المحترفة.كوم (الإنجليزية)